# Babel (film)
 For alternative betydninger, se Babel. (Se også artikler, som begynder med Babel)
Babel er en amerikansk / mexicansk film fra 2006, instrueret af Alejandro González Iñárritu og skrevet af Guillermo Arriaga. Filmen sammenvæver tre historier, der finder sted i Mexico, Marokko og Japan og som alle har forbindelser til et riffelskud.
Babel havde dansk premiere 27. oktober 2006 og vandt både en Robert- og en Bodilpris som bedste amerikanske film.
I filmen Babel er der mange kommunikationsvanskeligheder mellem de medvirkende. I Japan er pigen døvstum og kan mærmest ikke komme i kontakt med omverdenen, og ingen forstår hende.
Endnu et eksempel er mellem den mexikanske barnepige og børnene. Hun anser dem som sine børn, mens de ikke værdsætter hende nær så meget, og bare ser hende som deres barnepige.
Desuden gennemgår alle personerne i filmen hjemme-ude-hjem modellen. Hvor de personer fra de civiliserede lande, Japan og USA opnår at komme hjem, til et bedre sted end før. Mens personerne fra de primitive lande, Marokko og Mexico, aldrig vender hjem igen.
Temaet i filmen er det primitive og det civiliserede land over for hinanden.

## Medvirkende
- Brad Pitt – Richard Jones
- Cate Blanchett – Susan Jones
- Mohamed Akhzam – Anwar
- Boubker Ait El Caid – Yussef
- Said Tarchani – Ahmed
- Mustapha Rachidi – Abdullah
- Abdelkader Bara – Hassan
- Adriana Barraza – Amelia
- Gael García Bernal – Santiago
- Elle Fanning – Debbie Jones
- Nathan Gamble – Mike Jones
- Rinko Kikuchi – Chieko
- Kôji Yakusho – Yasujiro